# 2020 en Saskatchewan
Chronologie de la Saskatchewan
- 2016
- 2017
- 2018
- 2019
- 2020
- 2021
- 2022
- 2023
- 2024

Cette page concerne des événements d'actualité qui se sont produits durant l'année 2020 dans la province canadienne de la Saskatchewan.

## Politique
- Premier ministre :  Scott Moe (Parti saskatchewanais)
- Chef de l'Opposition : Ryan Meili (NPD)
- Lieutenant-gouverneur : Russell Mirasty
- Législature : 28e puis 29e (en)